# اختطاف القنصل السعودي في بيروت
وقع حادث اختطاف القنصل السعودي العام في لبنان، حسين عبد الله محمد فراش، في 17 يناير 1984. بينما كان في طريقه إلى العمل، حيث أوقف عددٌ من المسلحين سيارته في حي الروشة، غرب بيروت واقتادوه إلى مكان مجهول. وقد أفرج عنه في 18 مايو 1984 بعد وساطة سورية. هذا ويشتبه بضلوع جماعة الجهاد الإسلامية في لبنان في الحادث.

## الحادث
مقالة منفصلة: أزمة الرهائن في لبنان
في الساعة 10:20 صباحاً، 17 يناير 1984، أجبر ستة مسلحين في ثلاث سيارات بدون لوحات، سائق القنصل اللبناني، عزت عساف، على التوقف إلى جانب الطريق على طول ساحل بيروت الغربي في حي الروشة ذات الأغلبية المسلمة. حيث سحب المهاجمون القنصل حسين عبد الله محمد فراش -45 عام- من سيارته، ثم أطلقوا عليها النار، مما أدى إلى إصابة السائق كما أصيب الحارس الأمني السعودي عبد الله العمري في رأسه. وكان الدبلوماسي السعودي، الذي يحمل أيضاً لقب السكرتير الأول، في طريقه من منزله إلى مكتبه وخطف على بعد بضعة مبانٍ فقط من السفارة.
وقد صودف أن هناك دورية تابعة للجيش اللبناني كانت موجودة في الحي حينها قامت بتبادل إطلاق النار مع الخاطفين، لكنها لم تتمكن من منعهم من الفرار بالرهينة. أغلقت الشرطة الحي فوراً وبدأت في تفتيش المنازل ولكن دون جدوى. ووضعّ حراس إضافيين في جميع أنحاء مقرات البعثة السعودية المحمية بالفعل ودُرسّت الدوافع المحتملة للحادث.
بعد ساعات من اختطاف حسين فراش المقيم في لبنان منذ 1967، لم تعلن أي جماعة مسؤوليتها علناً، كما لم يكن هناك أي مطالب من جانب الخاطفين. وقالت الإذاعة الحكومية في بيروت إن الخاطفين كانوا يحاولون «تأجيج الوضع في لبنان» وتخريب خطة السلام التي تحاول السعودية التفاوض بشأنها.
تركزت التكهنات على الجماعات الإسلامية الشيعية المتطرفة المؤيدة لإيران والتي يشتبه أيضاً في تورطها في تفجيرات أكتوبر التي استهدفت القوات الأمريكية والفرنسية ضمن قوة حفظ السلام متعددة الجنسيات في لبنان، لكن المصادر الأمنية لم تستبعد الدوافع الشخصية كسبب للخطف كون حسين فراش مسؤلاً عن إصدار التأشيرات للمملكة العربية السعودية. وقد جاء حادث الاختطاف بعد أسبوع من محاولات اغتيال زوجة الملحق الثقافي الفرنسي ودبلوماسي مصري أطلق عليه النار عليه أثناء سفره بسيارة تابعة للسفارة الفرنسية. وفي وقت سابق من هذا الشهر، أصيب سائق القنصل الفرنسي بالرصاص.
وفي مكالمة هاتفية لوكالة أنباء غربية في بيروت، قال رجل زعمّ أنه ممثلاً لحركة الجهاد الإسلامي إن فراش سيُحاكم ويُعدم «ويُلقى بجثته» وزعم أيضاً أن جماعته فجرت قنبلتين في العاصمة السعودية الرياض أسفرت عن مقتل شخص وجرح اثنين. مضيفاً أن الجهود المبذولة لتحسين العلاقات بين إيران والمملكة العربية السعودية لن «تردعنا أو تجعلنا نتردد» في تنفيذ المزيد من الهجمات داخل المملكة العربية السعودية في محاولة لإسقاط الملك فهد.
وفي واشنطن، قال المتحدث باسم البيت الأبيض لاري سبيكس: «ندين بأشد العبارات اختطاف الموظفين الدبلوماسيين أو القنصليين ونطالب بالإفراج عنه في وقت مبكر».
وأشار المحللون إلى أن اختطاف الدبلوماسي السعودي تزامن مع اجتماع الدول الإسلامية في الدار البيضاء. افتتحته المملكة العربية السعودية برئاسة الملك فهد وقاطعته إيران بسبب خيبة أملها من حياد المؤتمر تجاه الحرب العراقية الإيرانية. وقال المحللون إن الخاطفين ربما أرادوا إحراج السعودية. كما أضاف محللون سياسيون عرب أن الخطف قد يقصد به إفساد مفاوضات حساسة بشأن خطة سعودية لوقف إطلاق النار وفك الارتباط بين الفصائل المتحاربة حول بيروت وفي الجبال القريبة. حيث نشط الدبلوماسيون السعوديون في محاولة إقناع الفصائل المختلفة بقبول الخطة.
وجدير بالذكر أنه في 1978، شارك السفير السعودي آنذاك، علي الشاعر، في جهد دبلوماسي مماثل لوقف القتال بين الميليشيات اللبنانية المسيحية والمسلمة. لكن مسلحون مجهولون كانوا مستاءين من الدور السعودي أطلقوا النار عليه فأصيب في ساقه خلال مهمة الوساطة وغادر البلاد بعد فترة وجيزة وانهارت جهود السلام وظل السعوديون بدون سفير دائم في بيروت حتى الأسبوع الذي سبق عملية الخطف، عندما قَدمّ السفير الجديد، أحمد محمود كوهيمي، أوراق اعتماده.
وفي تهديد سابق وفقاً لمصادر أمنية، اتصل رجل بالسفارة السعودية الشهر الماضي وهدد حياة أربعة من كبار دبلوماسييها، من ضمنهم القائم بالأعمال والملحق العسكري ولكن لم يكن حسين فراش من بينهم. وقال المتصل إنه كان يتحدث نيابة عن جماعة حزب الله التي يشتبه في تورطها في بعض الهجمات على القوة المتعددة الجنسيات. وقد أرسل نبيه بري، زعيم حركة أمل الشيعية في بيروت، رسالتين إلى السفارة السعودية فور اختطاف فراش لإخبار السعوديين بأن مؤيديه ليس لهم علاقة بالحادث وكانوا يبحثون عن المسلحين.

## الإفراج عن القنصل
في 18 مايو من نفس العام أطلق الخاطفون سراح القنصل السعودي الذي وصل جدة على متن طائرة سورية بعد تدخل من الرئيس السوري حافظ الأسد بالتزامن مع زيارة وزير الخارجية السعودي الأمير سعود الفيصل إلى طهران لإجراء محادثات حول تحسين العلاقات مع إيران.